# Irene af Hessen og ved Rhinen
Prinsesse Irene af Hessen og ved Rhinen (tysk: Prinzessin Irene Luise Marie Anne von Hessen und bei Rhein) (11. juli 1866 – 11. november 1953) var en tysk prinsesse af Hessen og ved Rhinen, der var gift med Prins Heinrich af Preussen.

## Biografi
Prinsesse Irene blev født den 11. juli 1866 i Neues Palais i Darmstadt i Storhertugdømmet Hessen. Hun var det tredje barn og tredje datter af Prinsesse Alice af Storbritannien (1843-1878) og Storhertug Ludvig 4. af Hessen og ved Rhinen (1837-92). Hendes mor var datter af Dronning Victoria af Storbritannien (1819-1901) og Prins Albert af Sachsen-Coburg og Gotha (1819-61). Hendes far var søn af Prins Karl af Hessen og ved Rhinen (1809-77) og Prinsesse Elisabeth af Preussen (1815-85). Hendes forældre opkaldte hende efter den græske gudinde for fred, Eirene, da hun blev født ved afslutningen af Den preussisk-østrigske krig.
Irene giftede sig den 24. maj 1888 på Schloss Charlottenburg i Berlin med sin fætter Prins Heinrich af Preussen, tredje barn og anden søn af Frederik 3., Tysk Kejser og Victoria af Storbritannien. Da deres mødre var søstre var Irene og Heinrich fætter og kusine. I ægteskabet blev der født tre børn: Prins Waldemar af Preussen (1889-1945), Prins Sigismund af Preussen (1896-1978) og Prins Heinrich af Preussen (1900-1904). 
Deres sønner Waldemar og Heinrich led begge af hæmofili, en sygdom de havde arvet gennem Irene fra deres bedstemor, Dronning Victoria. Den yngste søn Heinrich døde som fire-årig, efter at han var faldet og havde slået hovedet i februar 1904. Den ældste søn Waldemar døde i 1945, da han blev syg og ikke kunne få blod til en blodtransfusion.
Efter krigen, og efter hendes søster Victorias død i 1950, tilbragte Irene sine sidste år i stilhed, ofte i selskab med sit barnebarn og adoptivdatter, Barbara. Hun døde den 11. november 1953 på herregården Hemmelmark i Sydslesvig. Ved sin død var hun det sidste overlevende barn af Prinsesse Alice og Storhertug Ludvig 4.